# Projekt 58
Projekt 58 eller Kynda-klass var sovjetiska flottans första klass av fyra moderna robotkryssare. Klassens primära uppgift var ytstrid med sina P-35 Progress sjömålsrobotar. Fartygen visade sig senare ha hög tyngdpunkt vilket påverkade sjöegenskaperna negativt, detta gjorde att den större Berkut-klassen utvecklades men kryssarna av Kynda-klass var i tjänst till efter Sovjetunionens fall.

## Fartyg
Fartygen beställdes 1956 och kölsträcktes 1960–1961. Alla fyra skepp byggdes av Zjdanovvarvet i Leningrad. Ursprungligen klassificerades fartygen som jagare och fick traditionella jagarenamn, de omklassificerades som robotkryssare och döptes om i september 1962.

### Groznyj
Kölsträckt den 23 februari 1960
Sjösatt den 26 mars 1961
Levererad den 30 december 1962,
Tjänstgjorde i östersjöflottan
Skrotad 1991

### Admiral Fokin
Kölsträckt som Steregusjtjij den 5 oktober 1960
Sjösatt den 19 november 1961
Levererad 1964,
Tjänstgjorde i stilla havsflottan
Skrotad 1993

### Admiral Golovko
Kölsträckt som Doblestnji den 20 april 1960,
Sjösatt den 18 juli 1962
Omdöpt den 31 oktober 1962 efter Arsenij Golovko
Levererad 1964.
Från 1995 till 1997 tjänstgjorde hon som flaggskepp för svarta havsflottan, innan hon togs ur tjänst och ströks 2002.

### Varjag
Kölsträckt som Soobrazitelnij den 13 oktober 1961
Sjösatt den 7 april 1963
Levererad 1965
Tjänstgjorde i stilla havsflottan
Tagen ur tjänst 1990